# Baardgentiaan
Baardgentiaan (Gentianella) is een geslacht uit de gentiaanfamilie (Gentianaceae). Het is niet duidelijk hoeveel soorten dit geslacht telt: sommige bronnen geven ongeveer 125 soorten aan, andere bronnen noemen er 250.
Vroeger werden de baardgentianen tot het geslacht gentiaan (Gentiana) gerekend. De meeste soorten komen van nature voor in Zuid-Amerika. Hiernaast komen ze in de gematigde streken van Nieuw-Zeeland, Australië, Azië, Europa, Noordwest-Afrika en Noord-Amerika voor. Een kenmerk van de Europese soorten is dat de keel van de bloemkroon van binnen gebaard is. Niet-Europese soorten hebben dit kenmerk niet allemaal.

## Soorten
In België en Nederland kan men in het wild aantreffen:
- Duingentiaan (Gentianella uliginosa), alleen in België.
- Duitse gentiaan (Gentianella germanica)
- Slanke gentiaan (Gentianella amarella)
- Veldgentiaan (Gentianella campestris)

Hiernaast komen in Europa onder meer voor:

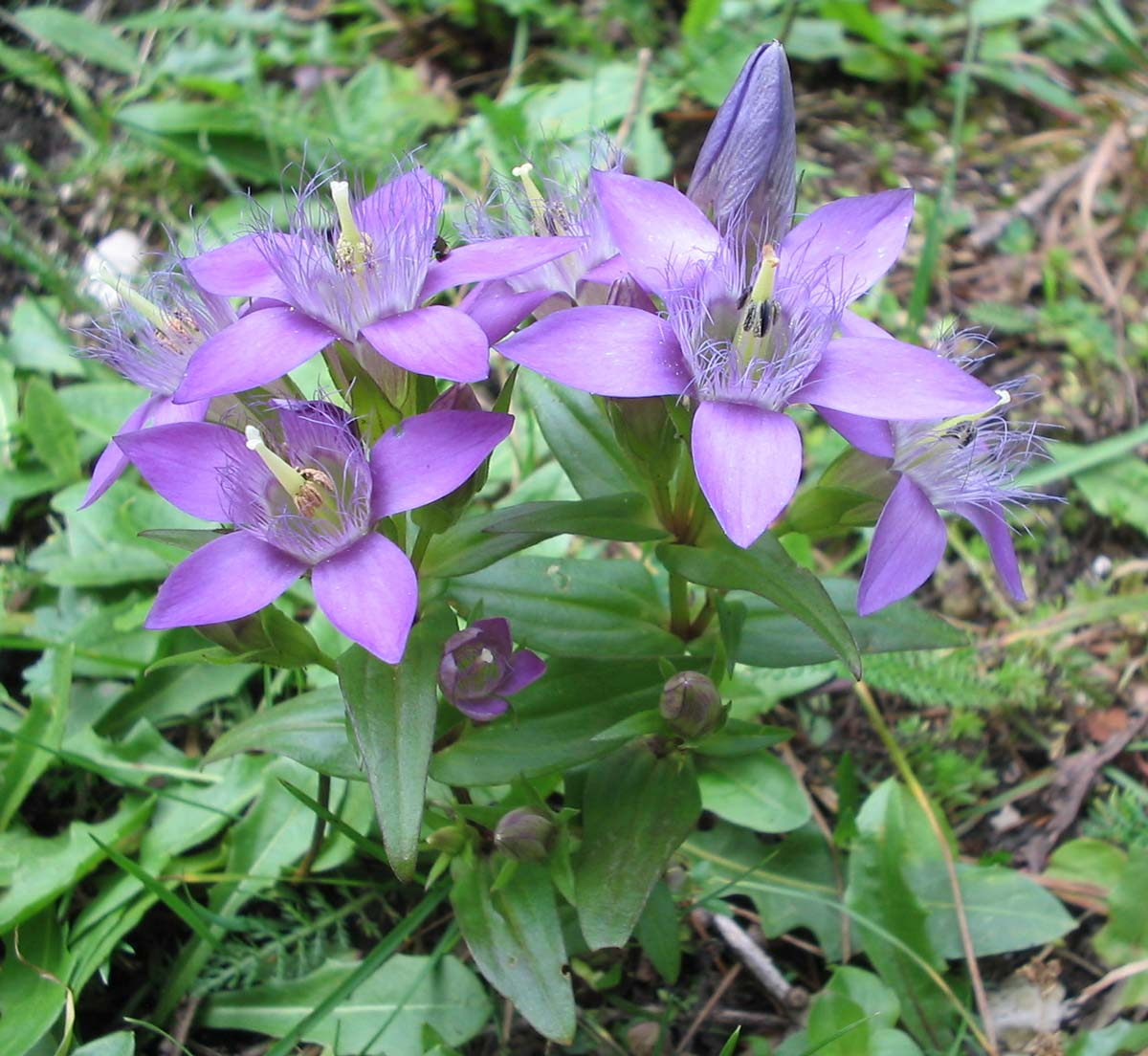
Gentianella anisodonta
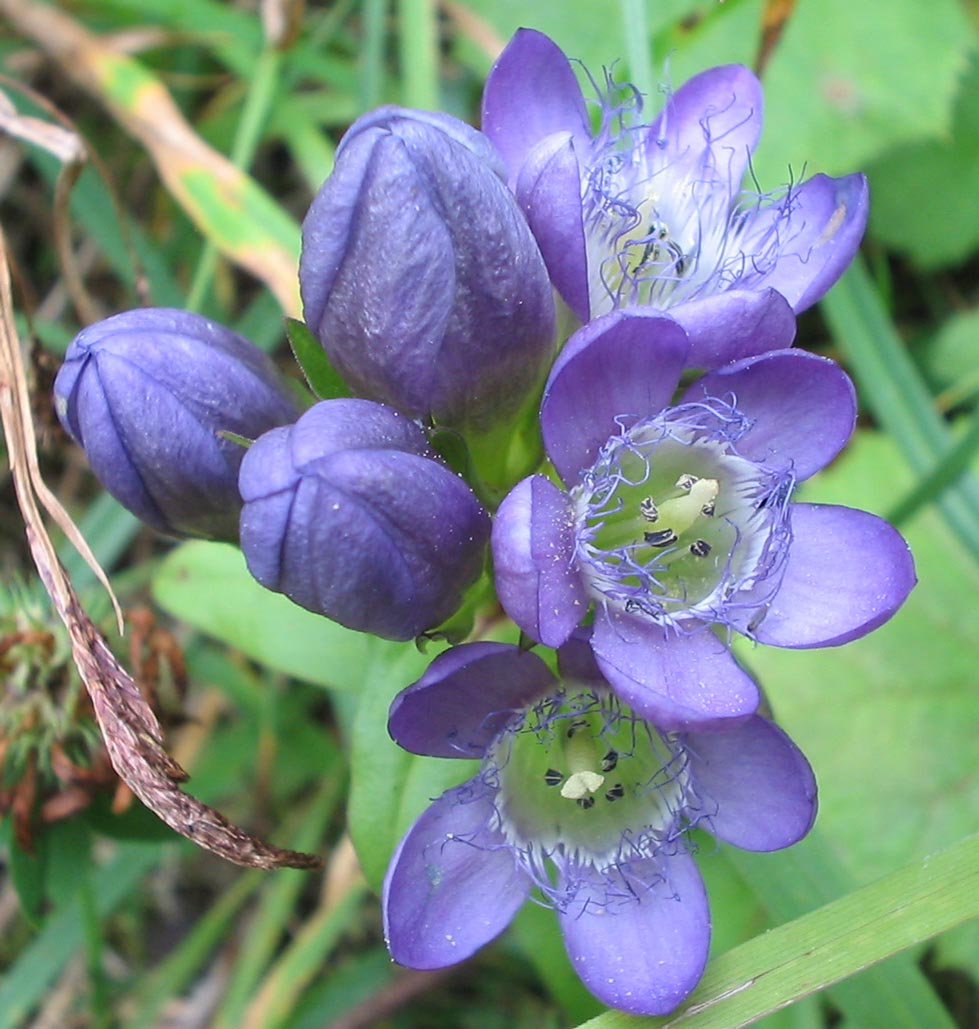
Gentianella aspera
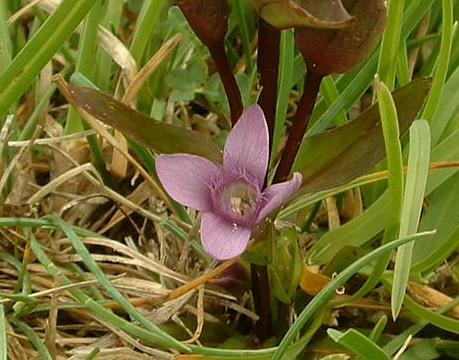
Gentianella austriaca, Oostenrijkse baardgentiaan
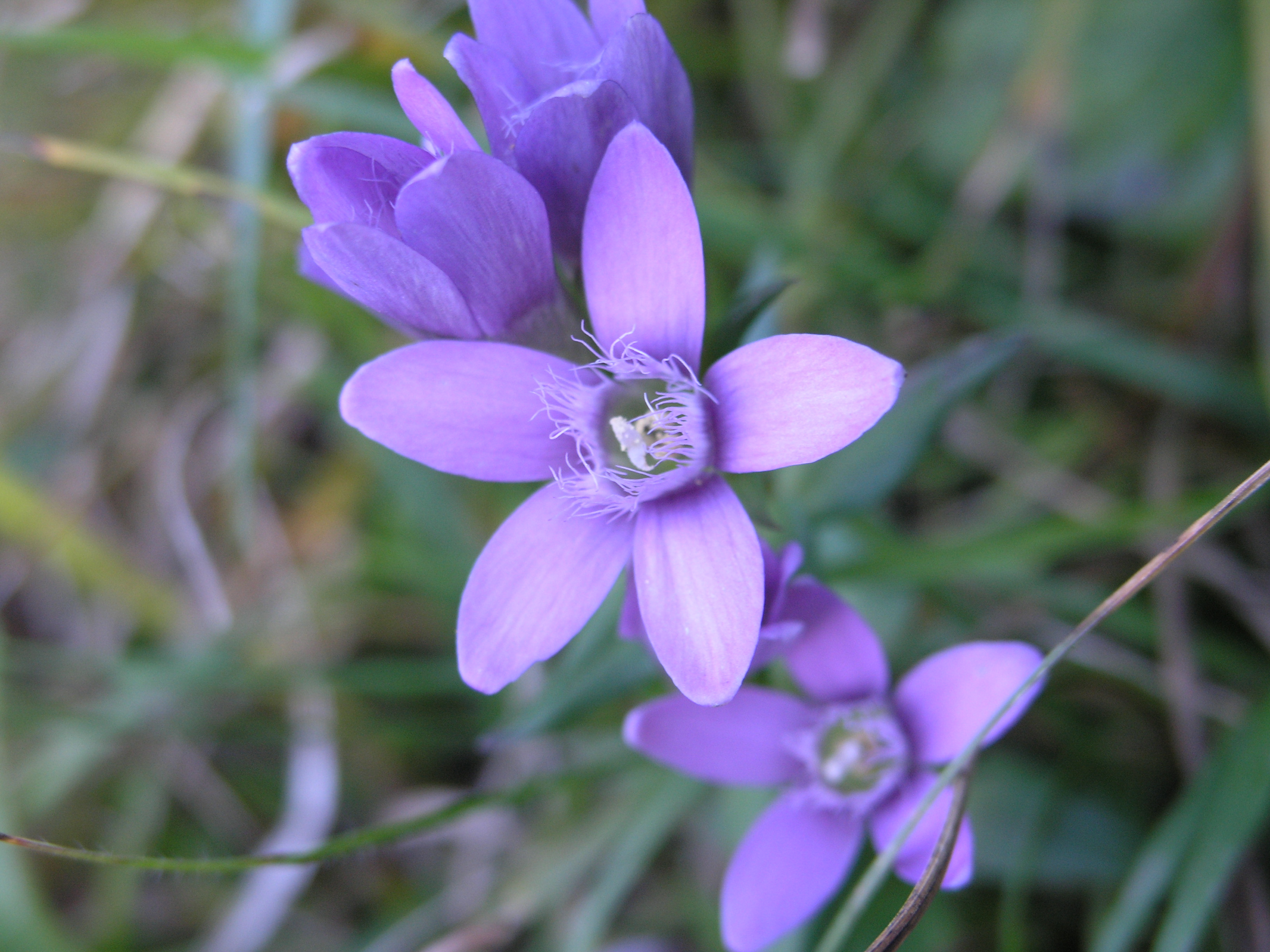
Gentianella bohemica, Boheemse baardgentiaan
- Gentianella engadinensis
- Gentianella nana
- Gentianella pilosa
- Gentianella ramosa
- Gentianella tenella